# Teoria atașamentului

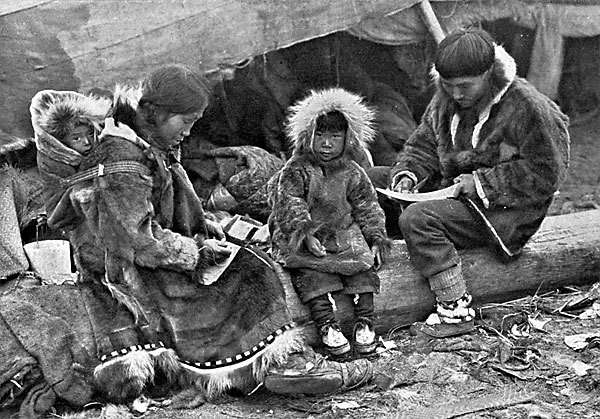
Pentru sugari și copiii mici, „obiectivul principal” al sistemului de comportament atașat este menținerea sau atingerea apropierii de figurile de atașament, de obicei părinții.

Teoria atașamentului descrie și integrează științific nevoia ființelor umane de a forma și întreține legături emoționale puternice față de alte ființe umane. Această teorie a fost formulată și consolidată de psihiatrul, medicul pediatru, și psihanalist britanic John Bowlby și de către psihologa canadiană Mary Ainsworth.
Temele principale ale acestei teorii sunt inițierea și schimbările care au loc în relațiile emoționale individuale în cursul vieții. Conform teoriei atașamentului, la baza oricărei relații emoționale interumane se află legătura timpurie mamă-copil.
Teoria atașamentului se folosește de gândirea etologică, de gândirea psihologiei dezvoltării, a psihanalizei și a teoriei sistemelor.
Bowlby își propusese ca scop principal să pună bazele științifice ale unui punct de vedere psihanalitic al teoriei relației obiectelor și să verifice empiric ipotezele psihanalitice în acest domeniu. Pe parcursul cercetării științifice însă el s-a îndepărtat din ce în ce mai mult de psihanaliză, iar teoria atașamentului a devenit o disciplină de sine stătătoare.
Teoria atașamentului se înrudește strâns cu teoria sistemelor și psihologia cognitivă și contribuie major la terapia familiei, terapia cognitivă și psihanaliză.

## Evoluție

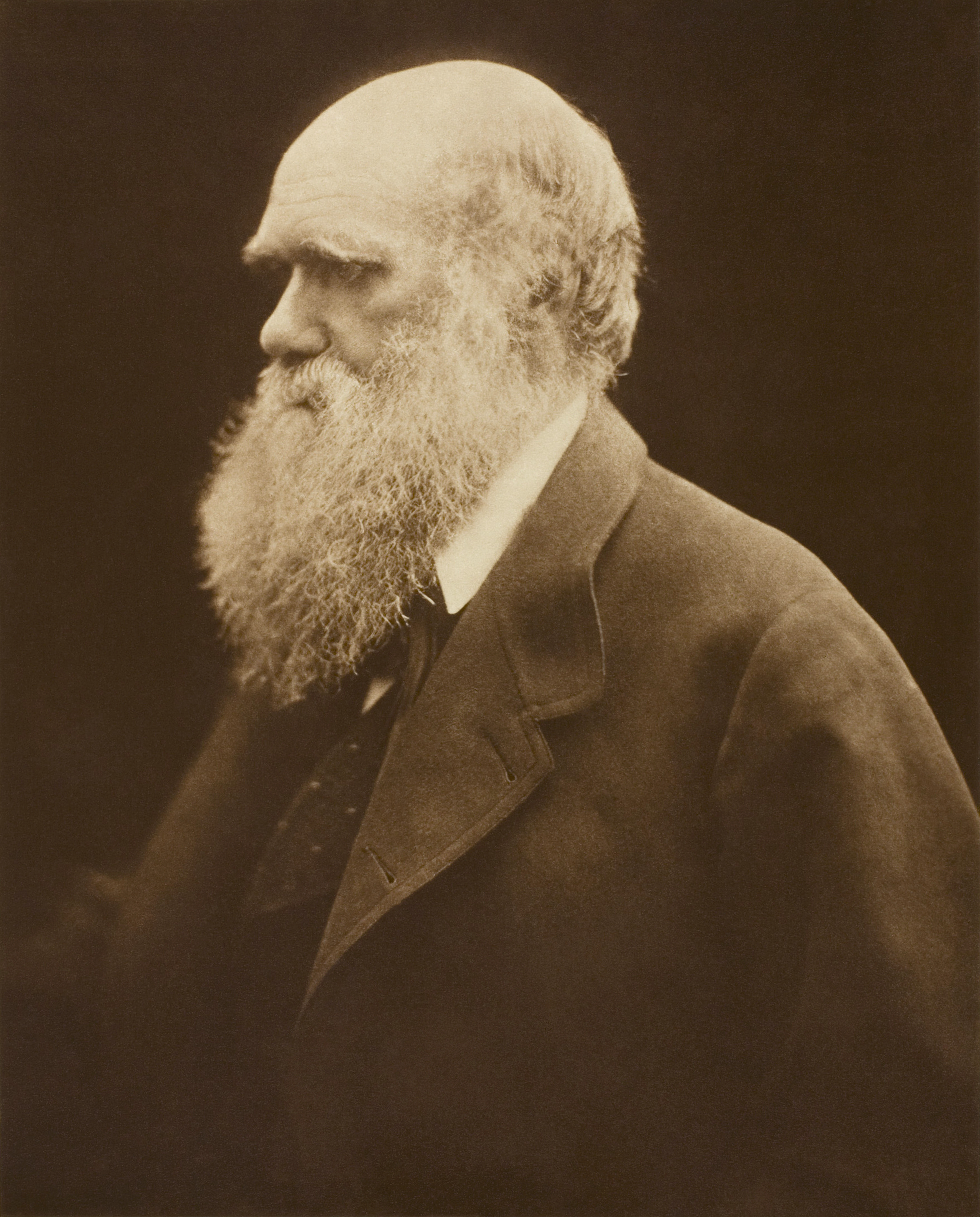
Charles Darwin

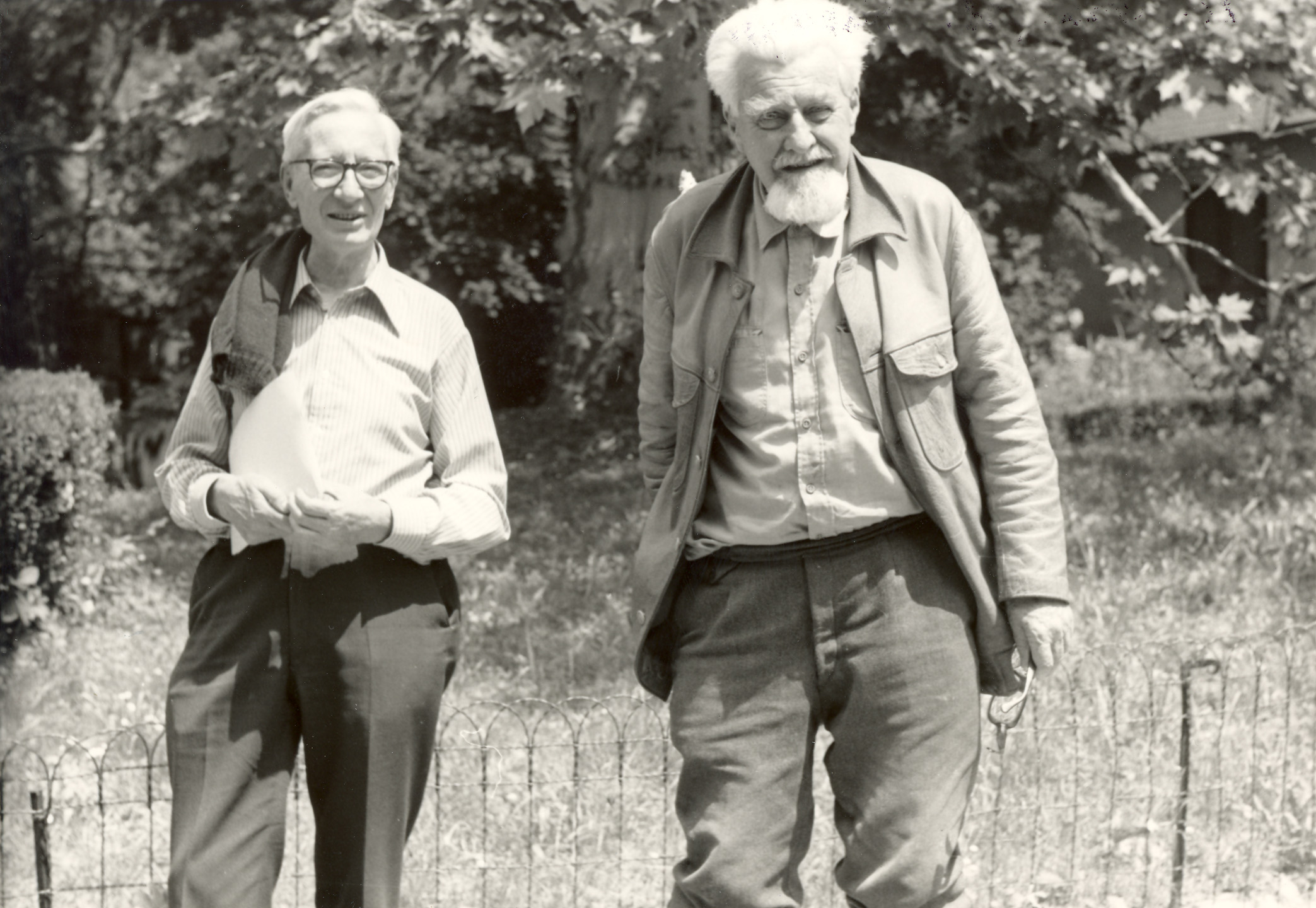
Lorenz și Tinbergen

Bowlby se referă la Charles Darwin atunci când spune că fiecare om este înzestrat cu sisteme de comportament care să asigure supraviețuirea speciei. Din aceste sisteme face parte și comportamentul atașat.
Arietta Slade, psihanalist american, cercetătoare în domeniul teoriei atașamentului și terapeut de copii și adolescenți, rezumă următoarele stadii:
1. copilul are o predispoziție genetică de atașare de o anumită persoană
2. copilul își va organiza comportamentul și gândirea astfel încât această relație atașată să aibă continuitate, lucru esențial pentru supraviețuirea sa psihică și fizică.
3. adesea, copilul plătește cu deranjamente funcționale păstrarea continuității atașamentului față de o anumită persoană.
4. tulburările emoționale și cognitive care își au rădăcinile în tulburările de atașament din copilărie iau naștere ca reacție la incapacitatea părinților de a-i satisface acestuia nevoile de confort, siguranță și liniște emoțională.[1].

În esența teoriei sale, Bowlby se raporta la etologia lui Charles Darwin, (cercetarea comparata a comportamentului).
După jumătatea anilor 1950 au apărut în teorie și referințe strânse la Konrad Lorenz si Nikolaas Tinbergen, care experimentau comportamentele înnăscute ale animalelor.
El făcea referiri la cercetări din  Teoria învățării care au avut loc de exemplu cu pui de maimuță Rhesus (Macaca mulatta). Harry Harlow a descoperit următoarele: Puii de maimuță caută apropierea fizică a mamei-păpușă acoperită cu blană, care însă nu îi hrănește, evitând însă contactul fizic al mamei-păpușă din sârmă, care îi hrănește, însă nu este acoperită cu blană. Acest fapt contrazicea după părerea lui Bowlby teza clasică formulată de psihanaliză care în contextul educațional susținea că legătura dintre mamă și copilul ei este determinată în primul rând de hrănirea acestuia din urmă de către mama lui. Aceasta era accepțiunea de atunci a acestor teorii.
Bowlby a inițiat diverse speculații în ceea ce privește efectele pozitive și negative pe care  apropierea sau separarea de mamă sau de grup ar putea să le aibă asupra individului. Concluzia lui finală a fost că atașamentul este un comportament învățat de-a lungul evoluției speciei, care are ca rol apărarea de animale de pradă. Chiar și adulții se simt mai siguri în apropierea unei anumite persoane sau grup, în special când se află într-o situație neobișnuită. Pentru animalele tinere sau copii atașamentul are însă o însemnătate deosebită deoarece, în cazul separării de mamă acestea sunt expuse pericolelor.
Cercetări ulterioare au confirmat teoria lui. Însă abia experimentele psihologei Mary Ainsworth, au adus dovezi științifice acceptate de către specialiștii în teoria atașamentului. Ainsworth a inventat un cadru experimental special, în care comportamentul atașat al copiilor a fost dovedit în mod diferențiat.
Întrucât de la început teoria atașamentului a fost puternic criticată de către psihanaliști, cercetările lui Bowlby nu au stârnit în mod deosebit atenția. În ultimii 20 de ani însă, interesul psihanaliștilor pentru această teorie a crescut simțitor.
În prezent, Teoria atașamentului este recunoscută ca făcând parte din teoriile consacrate ale psihologiei. O mare masă de cercetători și oameni de știință studiază atent atașamentul și interacțiunile dintre părinți și copii, rezultatele cercetărilor întregind constructiv teoriile privind dezvoltarea normală și patologică. Acest fapt a condus implicit la folosirea acestor resurse teoretice, în special în psihoterapia adulților si a copiilor.

## Principii

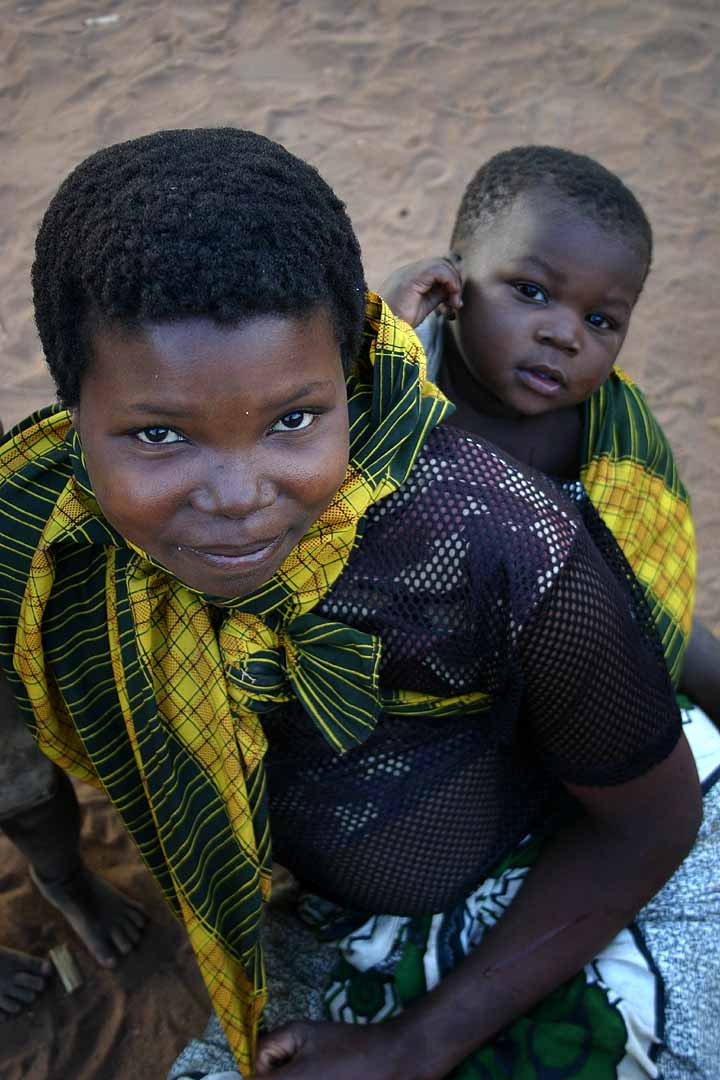
Makua-Mamă cu copil

Atașamentul (engl.: attachment) definește legătura emoțională strânsă dintre oameni. Între nou-născut și părinții acestuia sau alte persoane se dezvoltă o relație specială.
Atașamentul determină copilul mic să caute sprijin, apărare și liniștire la persoana de referință, în caz de pericol. Acest pericol poate să fie atât obiectiv cât și subiectiv (amenințare, teamă, durere).
Persoanele de referință, de care copilul se atașează sunt adulții cu care copilul a avut cel mai intens contact în primele luni de viață.
Comportamentul atașării cuprinde diverse moduri de comportament social cum ar fi: zâmbet, țipăt, ținut strâns, târâtul pe burtă spre mamă, căutarea persoanei de referință, ș.a.m.d. Aceste manifestări compun un sistem complex de comportament care este programat genetic și care se întâlnește la toți puii de mamifere, și în mod particular la om.
Manifestarea comportamentului atașării este activată în situații de alarmă sau când copilul dorește apropierea fizică. Situațiile de alarmă sunt însoțite de stres emoțional, de exemplu când distanța față de persoana de referință este prea mare, în stări de disconfort, durere sau teamă. Se manifestă de asemenea la reuniunea cu persoana de referință.
Apropierea scurtă, contactul vizual sau fizic de scurtă durată față de persoana de referință pune capăt în general comportamentului atașant. După aceea copilul se simte în siguranță și de obicei își manifestă curiozitatea (comportament explorator) pentru tot ce îl înconjoară. Nevoia de stabilire în mod repetat a contactului vizual cu persoana de referință la copii arată cât de important este atașamentul sigur, pentru explorarea lumii înconjurătoare. Acești doi poli vor sta la baza dezvoltării autonomiei sănătoase a individului.
Comportamentul atașant nu rămâne stabil ci cunoaște pe parcursul vieții anumite schimbări.
La copiii mai în vârstă și la adulți, atașarea în forma ei originară, observabilă cu ochiul liber, nu mai este atât de evidentă. Gesturile de apropiere și de îndepărtare de persoana de referință, comportamentul atașant și explorator evident dispar. Totuși, folosindu-se de bazele teoretice ale teoriei atașamentului, cercetătorii au descoperit cauzalități clare între comportamentul atașant al copilului mic și comportamentele din copilăria târzie, adolescență si maturitate. În urma experiențelor timpurii cu persoanele de referință, copilul dezvoltă un model internalizat de reprezentare (en: inner working model ), o matrice psihică ce va rămâne relativ stabilă de-a lungul întregii vieți.
Modelul internalizat de reprezentare conține experiențele timpurii ale atașamentului precum și așteptările pe care individul le va simți în relația cu oamenii de-a lungul vieții. Aceste așteptări au ca scop anticiparea și interpretarea comportamentului persoanelor cu care subiectul intră în contact.
După dezvoltarea în primul an de viață, modelele internalizate de reprezentare devin din ce în ce mai stabile, acestea transformându-se în reprezentări ale atașamentului.Termenul de reprezentare a atașamentului corespunde mai degrabă tradiției psihanalitice decât pshihologiei cognitive, care ar vorbi mai degrabă de schemă, mai precis de schema atașamentului.
De reținut este că tipurile de atașament rezultă din relația părinte-copil, acestea oglindind calități interacționale ale comportamentului ambelor părți. Hotărâtoare pentru calitatea de mai târziu a atașamentului este sensibilitatea persoanelor de referință, mai exact reacția promptă și adecvată la manifestările și nevoile copilului. În acest sens, comportamentul atașant ulterior al copilului, reflectă în primul rând interacțiunea cu persoana de referință și mai puțin temperamentul sau caracterul individului.

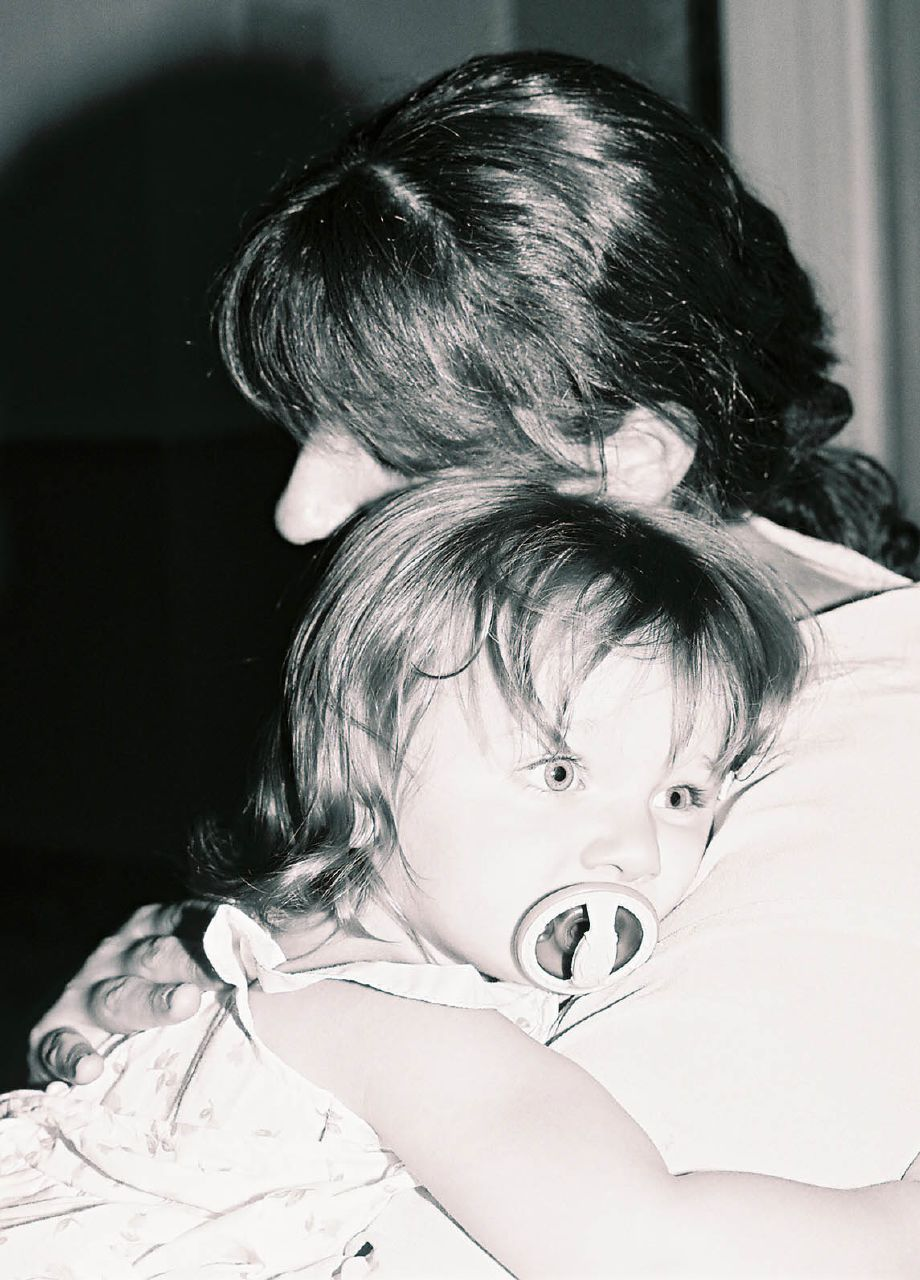
Prin atașare, copilul încearcă să primească consolare din partea persoanei de referință

Termenul interacțiune (sinonim: influențare reciprocă) definește comportamentele umane reciproce. Psihologia socială folosește acest termen pentru a se referi la reciprocități sau condiționări reciproce în context social. John Bowlby a folosit acest termen pentru prima dată în lucrarea sa "Despre atașamentul mamă-copil" în contextul comportamentului social. Pe fundamentul teoretic al Teoriei atașamentului, cercetătorii au reușit să operaționalizeze interacțiunea atașantă și să o probeze empiric prin testul intitulat Situația neobișnuită ( Strange situation). În acest test se cercetează  sensibilitatea persoanei de referință, atașamentul copilului și legătura dintre cele două aspecte.
Comportamentul specific atașării se dezvoltă în primul an. Până la vârsta de șase săptămâni persoana de referință poate fi înlocuită cu oricine. Apoi, odată cu zâmbetul acordat unei anumite persoane, ia naștere o legătură mai mult sau mai puțin strânsă față de una sau mai multe persoane (de ex: mamă, tată, frați sau bonă).
Pe măsură ce copilul poate să se deplaseze (locomotor), începând cu luna a șaptea / a opta, acesta poate fie să păstreze activ apropierea fizică de persoana de referință fie să se îndepărteze de aceasta pentru a explora mediul înconjurător (individuare). Această fază este posibilă și datorită permanentizării obiectului, care îi permite copilului să-și imagineze un obiect fără ca acesta să fie prezent în fața ochilor lui.
Începând cu al treilea an de viață copilul încearcă să influențeze comportamentul persoanei de referință în funcție de situație<
Modelul celor patru faze ale atașamentului după Bowlby 1969:
1. Faza premergătoare: până la cca. 6 săptămâni
2. Faza de diferențiere a persoanei de referință: săptămâna a 6-a până în luna a 6-7-a
3. Atașarea propriu-zisă: lunile 7-8 până la 24
4. Parteneriatul orientat: după 2-3 ani
Comportamentul atașat, respectiv cristalizarea tipului de atașament a nou-născutului, se naște prin adaptarea la comportamentul persoanelor de referință care stau la dispoziție în momentul respectiv. În acest sens, primele 6 luni de viață au cea mai importantă pondere (engl: imprinting). Totuși, se consideră că fenomenul posedă o anumită plasticitate: În urma experiențelor, comportamentul asociat atașamentului se modifică în funcție de experiențele avute, pe tot parcursul copilăriei și tinereții. 
Anumiți factori de risc, sau factori favorabili (cum ar fi psihotraume sau atașament sigur târziu) s-au dovedit a avea influențe decisive. La maturitate atașamentul e considerat relativ constant și repetabil în toate relațiile strânse care iau naștere. Interacțiunea  mamă-copil timpurie tinde să se generalizeze. Dincolo de acest aspect, cercetările au demonstrat că matricea atașării are și aspecte transgeneraționale: Copii atașați nesigur, vor avea la rândul lor, când devin părinți, adesea copii atașați nesigur. Teste specifice pot prezice cu un înalt grad de probabilitate tipul de atașament pe care viitorul copil îl va avea, în funcție de tipul de atașament propriu mamei
În decursul dezvoltării ontogenetice s-au găsit corelații semnificative între calitatea atașamentului la copii de un an și psihopatologia la vârsta de 10 ani.. Cercetări recente au demonstrat de asemenea corelații serioase între atașamentul sigur și stabilitatea psihică, respectiv între atașamentul nesigur și deranjamente psihopatologice (tulburări emoționale a vârstei tinere, tulburări borderline ale personalității, atacuri de panică, comportament impulsiv, și diverse dependențe).

## Situația necunoscută
Mary Ainsworth și colegii ei, au creat, în anul 1969, un test numit „Situația necunoscută“ (engl: Strange Situation) cu scopul de a cerceta comportamentul specific atașamentului la copii. În acest test calitativ s-au demonstrat  experimental comportamente care corespundeau teoriilor lui Bowlby. Copii cu vârste cuprinse între 11 și 18 luni sunt observați în situații  apropiate de cele naturale, care conform teoriilor lui Bowlby activează comportamente atât de atașare cât și de explorare.

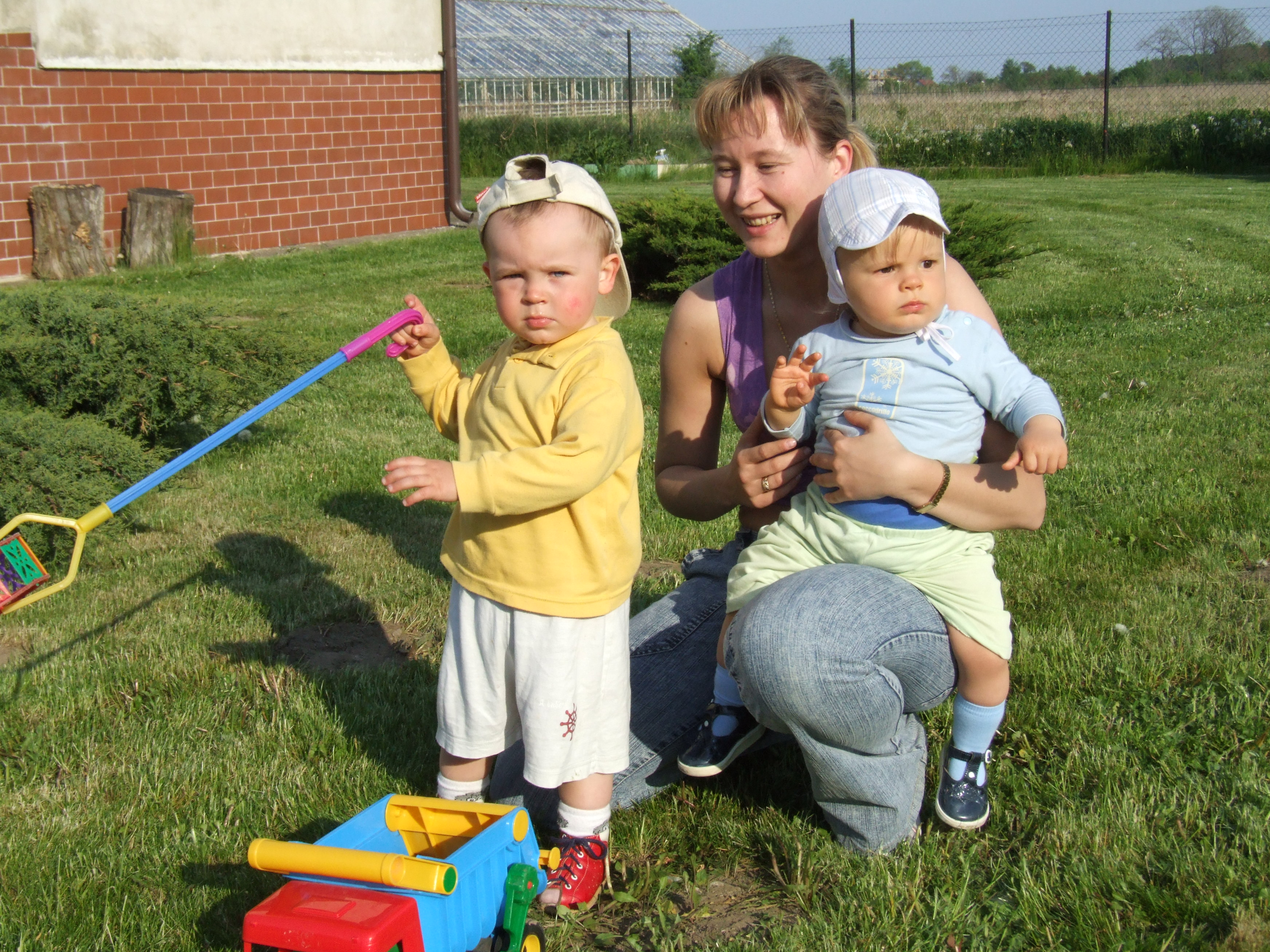
Exploratives Verhalten: Copiii se joacă mai relaxați dacă persoana de referință le insuflă siguranță

Comportamentul copilului în prezența și în absența mamei precum și reacția lui la reuniunea cu mama după absența acesteia este factorul esențial în studiul tipului de atașament.. Se fac înregistrări video ale comportamentului copilului și se analizează strategiile pe care acesta le adoptă în situațiile de stres provocate de despărțirea de persoana de referință. În prezent se testează tipurile de atașament a copiilor până la vârsta de 5 ani.
Inițial au fost descoperite trei tipuri de atașament care se cristalizează în urma interacțiunii cu persoana de referință: sigur (B), nesigur-evitant (A), și nesigur-ambivalent (C). Mai târziu, în cursul cercetărilor făcute pentru a ajuta copiii neglijați grav, a fost descoperit al patrulea tip de atașament, numit dezorganizat (D) ; acest ultim tip se manifestă prin dificultatea sau chiar imposibilitatea de atașare a copilului față de o persoană.

## Tipuri de atașament
În Situația necunoscută, dar și în cursul altor teste au fost descoperite și definite tipuri clare de atașament. Comportamentul asociat acestora este divers și adesea individualizat. Cel mai adesea se numesc patru tipuri de atașament:
| Tip de atașament   | Simbol | Descriere | Comportametul în test |
| ------------------ | ------ | --- | --- |
| Sigur              | Tip-B  | Acești copii pot să regleze apropierea și distanța persoanei de referință în mod adecvat. | Sunt scurt timp iritați iar uneori plâng dacă persoana de referință părasește încăperea. Totuși, se lasă consolați de persoana străină și se liniștesc repede; se joacă și în prezența persoanei necunoscute; la reîntoarcerea persoanei de referință aleargă în întâmpinarea acesteia și o salută bucuros.        |
| Nesigur-evitant    | Tip-A  | Copiii arată o pseudodependență față de persoana de referință. Aceștia ies în evidență prin evitarea contactlui, iar pentru a compensa stresul ivit se concentrează pe jocul obiectele la îndemână. | Reacționează cu nepăsare la despărțirea de mamă; se joacă foarte des singuri; nu reacționează la întoarcerea persoanei de referință sau o refuză prin ignoranță. |
| Nesigur-ambivalent | Tip-C  | Acești copii se comportă ambivalent la reuniunea cu persoana de referință. | La despărțirea de mamă aceștia sunt dezorientați, aleargă spre usă și o lovesc, iar persoana necnoscută nu reușește să îi liniștească. La reîntoarcerea mamei manifestă un comportament ambivalent atât de căutare a contactului cât și de refuz agresiv a acesteia.                                               |
| Dezorganizat       | Tip-D  | Copiii arată un comportament clar dezorientat, părând că nu au nicio relație cu persoana de referință.                                                                                              | . Principala caracteristică a comportamentului acestor copii sunt manifestări bizare cum ar fi privirea fixă, învârtirea în cerc, legănarea și alte mișcări stereotipe; uneori sunt amestecate și celelalte tipuri de comportament al atașării cum ar fi simultaneitatea căutării contactului și refuzul acestuia. |

### Atașamentul sigur
Pentru atașamentul sigur, termenul larg acceptat este de tip-B. Copiii atașați sigur au o mare încredere în disponibilitatea persoanei de referință. Acest lucru se datorează sensibilității de care adultul dă dovadă  în relația lui cu copilul. Sensibilitatea mamei se manifestă prin percepția promptă a semnalelor copilului și interpretarea corectă a lor precum și prin reacția potrivită la aceste semnale, o reacție care să nu provoace frustrări copilului.
Acești copii plâng și ei în „situația necunoscută“. Ei își manifestă clar emoțiile, ba chiar acceptă parțial consolarea oferită de către persoana necunoscută participantă la experiment. Cu toate că despărțirea le provoacă emoții negative, acești copii au încredere că persoana de referință nu îi va lăsa definitiv singuri, sau că reacția lor va fi întotdeauna una adecvată.
În acest tip de legătură, persoana de referință îndeplinește rolul de „teritoriu sigur“, în care copilul se află în siguranță în caz de nevoie. Copilul este trist că persoana de care este atașat nu este cu el – sunt însă siguri că aceasta se va reîntoarce. Când mama se întoarce, copilul se bucură. Acesta caută contactul și apropierea fizică, pentru ca la scurt timp după aceea să se dedice din nou explorării mediului înconjurător.

### Atașamentul nesigur-evitant
Copiii cu atașament de tip A reacționează aparent indiferenți, când persoana apropiată părăsește încăperea. Aceștia se joacă, explorează în continuare ce se află în jurul lor fără a părea înfricoșați sau supărați de plecarea persoanei de referință. O privire mai atentă asupra reacțiilor fiziologice a copilului în timpul acestei situații a dus la concluzia că secreția de cortizon din salivă în momentul când mama părăsește încăperea crește mai mult decât la copii atașați sigur  care își manifestă clar supărarea. Acest fapt denotă stresul prin care copii atașați nesigur-evitant trec.
S-a constatat și creșterea pulsului. La revenirea mamei, copilul o ignoră.  Acesta caută mai degrabă apropierea persoanei necunoscute, evitând persoana de referință.
Copiilor atașați nesigur-evitant le lipsește siguranța în ce privește disponibilitatea persoanei de care sunt atașați. Copiii cu acest fel de atașament se așteaptă ca dorințele lor să fie refuzate. Ei simt de asemenea că lor nu li se cuvine dragostea și sprijinul persoanei de referință. Acest tip de atașament se observă și la copiii care au fost respinși în mod repetat. Soluția pe care aceștia o găsesc pentru a scăpa de această situație stresantă și amenințătoare pentru ei, este de a evita relația în sine.

### Atașamentul nesigur-ambivalent
Această formă de atașament mai este denumită și anxios-contrară, rezistentă, ambivalentă sau de Tip C. Copiii din această grupă se manifestă temători și dependenți de persoana de referință. Când aceasta părăsește camera, copiii devin extrem de stresați. Le e teamă atât de persoana necunoscută cât și de încăperea în care se află. Stresul se instalează încă înainte ca mama să părăsească încăperea. Întrucât situația neobișnuită îi înspăimântă, copiii își manifestă comportamentul atașant de la bun început. Schimbul continuu între afecțiune și respingere determină copilul să se manifeste în permanență atașat. Micuțul nu poate aprecia comportamentul și reacția persoanei apropiate într-o situație dată. De aceea el este preocupat în permanență să ghicească în ce stare se află persoana de încredere, care este voința și dorințele acesteia, pentru a se putea adapta în mod corespunzător. Acest lucru duce la o limitare a curiozității și a comportamentului explorator al copilului, care nu se mai poate concentra pe explorarea mediului înconjurător. Copiii din această grupă nu pot dezvolta o atitudine pozitivă pentru că persoana de referință adesea nu este disponibilă - nici atunci când este în apropiere. Ei nu au încredere că „situația necunoscută“ se va termina cu bine și reacționează foarte stresați și temători.

### Atașamentul dezorganizat/dezorientat
Acest tip de atașament a fost descoperit mai târziu decât celelalte. Este numit adesea atașament de Tip D sau dezorganizat. Această clasificare a fost introdusă de către Mary Main care a întreprins și cercetări în domeniul atașamentului adulților AAI (en: Adult Attachment Interview). Au fost întotdeauna copiii care nu se încadrau în nici una din cele trei categorii existente. Ainsworth și colegii ei îi încadrau pe aceștia adesea în categoria atașament sigur sau pe unii chiar în atașament nesigur-evitant. După introducerea celei de-a patra categorii ( de tip D) s-a dovedit că o mare parte din comportamente pot fi clasificate ca dezorganizate/dezorientate. Copii din această categorie au manifestări neașteptate greu de categorisit cum ar fi de exemplu diverse stereotipuri sau mișcări incomplete sau întrerupte. Cei atașați dezorganizat se sperie adesea la reapariția după scurt timp a persoanei de referință și manifestă o serie de strategii cum ar fi comportamente nesigure și evitante sau nesigure și de împotrivire. Unii dintre copiii din această grupă țipă după despărțirea de persoana de referință dar se îndepărtează singuri dacă persoana respectivă se întoarce și încearcă să se apropie și să mențină contactul. Alții reacționează înțepenind brusc pentru câteva secunde cu o expresie a feței foarte afectată, sau se rotesc în cerc, sau se aruncă pe jos când se adresează persoanei apropiate. Unii reacționează temător pe tot parcursul „Situației necunoscute“ cu expresii ale feței pline de anxietate, umeri ridicați sau paralizia tuturor mișcărilor. Teoria atașamentului pornește de la premiza ca orice copil trebuie să stabilească o relație de atașament față de o anumită persoană. Comportamentul aferent atașamentului este activat de îndată ce copilul simte nevoia de ocrotire sau sprijin, sau dacă persoana de referință se află în apropiere. Copilul nu poate aplica o strategie de atașare  coerentă pentru a primi apărare și consolare: deoarece persoana de referință - omul care ar trebui să ofere protecție- este și cel care reprezintă amenințare, copilul este forțat într-o așa numită situație dublu atașată ( ''Double Bind-Situation'') din care nu mai găsește ieșire.
O altă cauză a acestui tip de atașament sunt persoanele de referință care au suferit la rândul lor traume psihice. Experiențele traumatice trăite de adult sunt perceptibile pentru copil care remarcă starea de anxietate ale adultului de referință.Teama care se citește pe fața adultului care suferă de gânduri intruzive ( penetrarea imaginilor și emoțiilor traumatice în gânduri) îl sperie pe copil și îi activează acestuia sistemul de atașare. Sursa anxietății nu poate fi descoperită de către copil. În cele mai multe cazuri adultul de referință care are aceste probleme nu poate simți și reacționa adecvat la nevoile micuțului. Anumite reacții ale mamei, cum ar fi împietrirea într-o anumită poziție sau comportamente neutre provoacă teamă copilului.
Acest copil percepe lumea înconjurătoare ca pe un loc amenințător a cărui groază se oglindește pe fața adultului.
Cercetările lui Ainsworth și Crittenden au dus la o clasificare asemănătoare, pe care au numit-o ambivalent-evitantă (de tip A/C) respectiv instabil-evitantă.

### Efectele tipului de atașament asupra dezvoltării ulterioare ale copilului

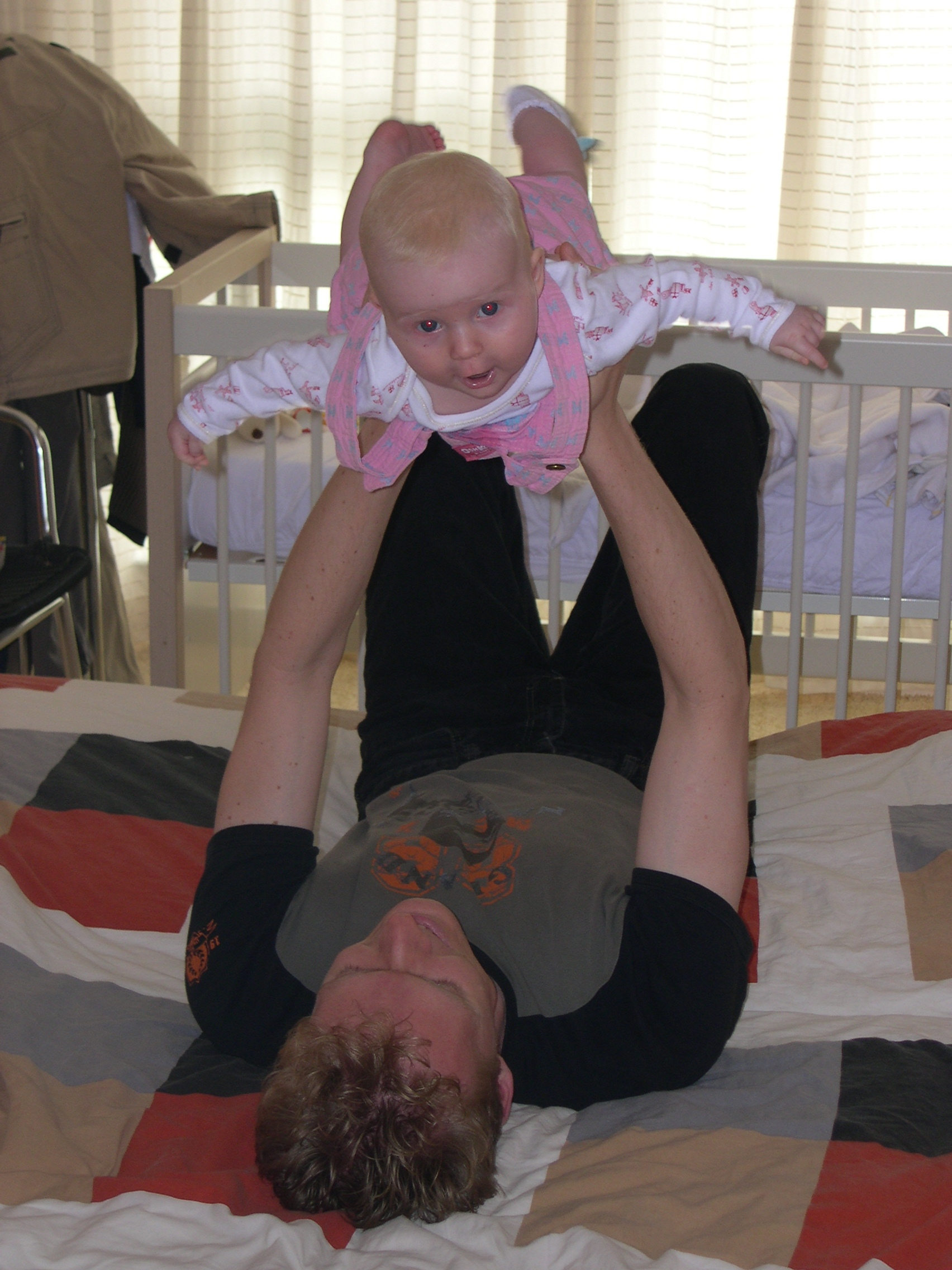
Tată cu copil: Copii se pot atașa în mod stabil de mai multe persoane

Prin teoria atașamentului s-au putut dovedi efectele pe termen lung ale relației timpurii dintre persoana de referință și copil. În funcție de rezultatele testului „Situația necunoscută“ făcute cu copii între 12-18 luni, se pot deduce cu siguranță unele din efectele pe care tipul de atașament îl are asupra persoanei testate:
Copii atașați sigur, au la grădiniță și școală un comportament social mai adecvat, dau dovadă de mai multă fantezie și afectivitate pozitivă la joacă, se pot concentra mai bine și pe o perioadă mai lungă, au o mai mare încredere în sine și manifestă mai rar simptome depresive. Alte cercetări au dovedit că aceștia sunt mai deschiși și mai competenți în a stabili contacte sociale noi, atât cu de adulți cât și cu alți copii, decât copii care sunt atașați nesigur-evitant sau nesigur-ambivalent. La vârsta de șase ani, copii atașați sigur se manifestă mult mai rar psihopatologic decât cei atașați nesigur. Experiențele de atașament timpurii au un și efect neurofiziologic asupra receptorilor hormonului Oxitocină, care la rândul lui influențează comportamentul.

### Grupe cu grad de risc ridicat
În rândul grupelor cu un grad de risc ridicat, cum sunt copii bolnavi psihic, puternic traumatizați sau neglijați, s-au descoperit și alte tipuri de atașament, mixaje de tipuri de atașament nesigur-evitant cu ambivalent. De asemenea copii cu o nevoie exagerată de atenție și îngrijire sau cu manifestări de supra-adaptare (acceptarea oricăror condiții) la tipul nesigur-evitant, precum și comportament agresiv amenințător sau total neajutorat la tipul nesigur-ambivalent.

## Atașamentul tinerilor și al adulților
După cum am văzut în testul „Situația necunoscută“ copiii manifestă diverse tipuri de atașament. Aceste tipuri sunt de fapt strategii cu care copii tind să iși regleze raporturile emoționale față de persoana de referință.
Un punct important pe ordinea de zi a cercetărilor din domeniul teoriei atașamentului îl constituie și reacțiile persoanei de referință la comportamentul atașant al copilului, modul în care adultul înțelege comportamentul de atașament al copilului și cauzele pentru  care adulții înțeleg în mod diferit comportamentul de atașare a copilului.
Dacă la copii cu vârste cuprinse între 12 și 36 de luni comportamentul asociat atașării este ușor de observat, la copii mai în vârstă sau la adulți acesta nu se mai manifestă atât de vizibil. Apropierea de persoana de referință și explorarea mediului doar sub protecția acesteia nu se mai poate observa. Începând cu vârsta școlară copii au formate păreri asupra atașamentului, păreri care sunt formate din experiențele trecute și care la rândul lor le influențează comportamentul.
Au luat naștere și alte metode în afara „Situației necunoscute “ a lui Ainsworth. Pentru a cerceta comportamentul specific atașării de-a lungul întregii vieți, s-au format diverse interviuri si teste specifice .
Unul dintre cele mai cunoscute instrumente în acest sens îl constituie Interviul Atașării Adulților Adult Attachment Interview (AAI)  a psihologei Mary Main 
Pentru copii cu vârste cuprinse între 8 și 13 ani, s-a conceput „Interviul Atașării Copiilor“ (Child Attachment Interview)(CAI).
Tipul de atașament al copiilor preșcolari și din primii ani de școală se stabilește cu o metodă de completare în joacă de către aceștia a unor povestioare dinainte pregătite..
Observarea interacțiunilor mamă-copil este de asemenea un mijloc răspândit prin care psihologii își fac o imagine asupra relației de atașament dintre un copil și persoana de referință a acestuia.
Atitudinea cognitivă și emoțională care stă în spatele comportamentului adulților care interacționează, este studiată printre altele prin testul numit Interviul Atașamentului Adult ( en: Adult Attachment Interview“ (AAI).
Interviul Atașamentului Adult este o metodă de interviu semi-standardizată, prin care se evaluează experiențele cognitive și emoționale ale persoanei adulte în raport cu persoanele de referință ale acesteia. Interesant este faptul că, în acest test nu sunt evaluate descrierile experiențelor pe care persoana le-a avut în copilărie, ci coerența declarațiilor asupra acelei perioade de timp, precum și atitudinea pe care adultul o are în prezent față de atașament.
Se încearcă să se aprecieze gradul de coerență și logică din spatele declarațiilor adulților privitoare la situațiile legate de atașament, atât din copilărie cât și din prezent. Rolul principal este jucat nu atât de trăirea unor experiențe traumatice, ci din coerența declarațiilor se fac deducții legate de gradul de integrare și prelucrare a  experiențelor copilăriei în situația prezentă. În acest sens, se definește ca fiind coerentă, acea declarație a persoanei intervievate care descrie experiențele trecute in mod succint,  și logic corelându-le la situația lor prezentă.
Interviul Atașamentului Adult permite stabilirea unor corelații clare dintre tipul de atașament al copilului si atitudinea atașantă a persoanei de referință. În urma evaluării unei anumite atitudini atașante a mamei gravide testate , s-a putut dovedi clar corelația cu un anumit tip de atașament al copilului. Clasificarea atitudinii atașante a mamei stabilită prin Interviul Atașamentului Adult, corespunde și poate fi prezisă în proporție de 80 % cu tipul de atașament al copilului, stabilit ulterior prin „situația necunoscută“ 
Interviul Atașamentului Adult a permis clasificarea câtorva categorii clare de „atitudini atașante“ ale adulților. Acestor categorii li s-au corelat tipuri de atașament descoperite la copii în cadrul „situației necunoscute“. La bazele acestor cercetări stau premizele teoretice ale lui Bowlby, „modelele internalizate de reprezentare“ adică efectele experiențelor specifice atașamentului.

## Atașamentul adulților și efectele acestuia asupra calității atașamentului copiilor
Anumite categorii de reprezentări și scheme ale atașamentului descoperite în Interviul Atașamentului Adult au putut fi corelate cu tipurile de atașament ale copiilor lor studiate în cadrul „situației necunoscute“:

### Atitudinea atașantă autonomă
Această categorie se numește și liber-autonomă prescurtat „F“. Persoanele din această categorie dau dovadă de încredere în sine, toleranță la situații frustrante, respect și capacitate de empatie. Au conștiința propriilor sentimente (negative sau pozitive) și atitudini vizavi de persoanele de referință, pe care le manifestă într-un mod echilibrat și potrivit. Nu se identifică inconștient cu proprii părinți, și privesc în mod realist propria relație părinte-copil, fără a o idealiza. Părinții acestor adulți au fost adesea la rândul lor persoane cu o atitudine autonomă, sau și-au dobândit autonomia de-a lungul biografiei prin relațiile cu alte persoane decât cele de referință, cum ar fi cu un partener, sau cu ajutorul sprijinului psihoterapeutic.
Ca și părinți, ei reacționează previzibil și potrivit situației, la comportamentul atașant al copiilor lor.

### Atitudinea distantă relațional-evitantă
Numită și „dismissing“ sau prescurtat „Ds“. Adulții cu acest tip de atașament își amintesc cu greu propria copilărie, ceea ce denotă refularea multor evenimente. Tind să își idealizeze părinții și metodele de educație ale acestora, fără a putea preciza concret situațiile ce îi determină la această idealizare. Dimpotrivă, ei descriu situații de lipsă de sprijin și de respingere (deschisă sau ascunsă) a unor nevoi specifice vârstei. Adulții cu o atitudine distantă și de evitare, dezmint importanța experiențelor pe care le-au avut cu părinții lor în coloratura emoțională a personalității actuale. Ei denotă un înalt grad de dorință de independență, vrând să rezolve singuri provocările la care viața îi supune. Aceștia declară că nu ar fi avut nevoie de sprijin vreodată motiv pentru care nu au resentimente (tristețe sau supărare) dacă acest sprijin le-a lipsit. Copii acestei categorii de adulți se pot baza pe sprijinul lor afectiv și pe adaptarea părintească corespunzătoare, în încercarea de a rezolva o problemă sau alta. Copii sunt supuși unor așteptări mari din partea părinților. Rezultatele „Interviului Atașamentului Adult„ au demonstrat că mamelor din această categorie le face mare plăcere să simtă dependența pe care copii o au față de ele. Tot ele sunt însă și acelea care tind să-și ignore copii dacă aceștia au nevoie de consolare sau sprijin.

### Atitudinea nesigur-preocupată
Se numește și „încurcat/implicată“ (en:„entangeld-enmeshed“) prescurtat „E“. Persoanele cu această atitudine sunt inundați masiv de amintirile lor din copilărie, acestea împovărându-i în permanență. Problemele și dificultățile relației cu persoana de referință nu poate fi definitiv prelucrată și integrată; acestor probleme li se acordă o importanță exagerată făcând persoanele să oscileze între stări emoționale de furie și cele de idealizare. Adulții acestei categorii sunt într-o permanentă dependență de persoana de referință, din partea căreia ei așteaptă în continuare atenție și “repararea situației“. 
Mamele persoanelor cu acest tip de atașament sunt adesea considerate prea „slabe“ și„incompetente“
neputând oferi apărare sau consolare în situațiile percepute ca amenințătoare de către copii. Dacă mama (sau altă persoană de referință) nu poate să îndepărteze teama copilului, acesta se agață în permanență de mamă. Copilului îi vine greu să se desprindă de persoana de referință, care în „slăbiciunea“ ei își parentifică în permanență copilul, acesta trăind sentimentul că trebuie să își „îngrijească“ mama. Copiii acestor adulți sunt împiedicați prin răsfăț și/sau crearea sentimentului de vinovăție, să se comporte exploratoriu sau să își exteriorizeze emoțiile de furie, agresivitate, ciudă sau manifestările de libertate. Acest lucru îngreunează dezvoltarea identității copilului.

### Atitudinea atașantă neprelucrată
Numită și „nerezolvată“ (en:„unresolved“) prescurtat „U“. Persoanele care suferă de pe urma unor evenimente tragice neprelucrate, sau de pe urma unor abuzuri sexuale sau fizice care nu au fost prelucrate au adesea copii care manifestă tipul de atașament dezorganizat. O posibilă explicație ar fi faptul că persoanele de referință care au suferit traume nu pot oferi protecție copiilor lor, însă prin manifestarea de către părinți a unei frici obsesive aceștia activează comportamentul atașant al copiilor lor, care nu pot să își explice atitudinea derutată și înfricoșată a persoanei adulte de referință. Dacă părintele traumatizat își și neglijează copilul,îl abuzează, îi provoacă sentimente de rușine, etc, acesta nu mai este instanță apărătoare a copilului ci devine  însuși sursă de teamă și pericol pentru copil. Și acești adulți își pun copiii în roluri parentale în mod excesiv. Mamele cu  atitudinea atașantă de acest tip lasă conducerea relației părinte-copil la bunul plac al copilului. Acest fapt conduce la încălcarea datoriilor dintre generații, copii simțindu-se adesea obligați să se îngrijească de binele material și psihic al părinților lor.

### Atitudinea atașantă neclasificată
În cadrul cercetărilor legate de AAI se discută introducerea unei noi categorii pentru atitudini încă neclasificate. Numită și Cannot classify (CC) aceasta se caracterizează prin:
Pe parcursul Interviului Atașamentului Adult persoanele din această categorie oscilează între tipul preocupat și cel distanțat fără a lăsa să se recunoască o strategie clară.
Persoanele descriu experiențe traumatice grave.
Au o atitudine profund negativă față de atașament în general.
Dispun de strategii contradictorii de gândire și prelucrare.

### Corelații între atitudini atașante și tipuri de atașament
Cum era de așteptat, la o privire mai atentă a celor două categorii de rezultate (Interviul Atașamentului Adult și Situația Necunoscută) s-au putut găsi corelații statistice clare între atitudini ale atașamentului adult și tipurile de atașament la copil.
- Părinți clasificați autonom (Tip F) au adesea copii clasificați sigur (Tip B).
- Relațional-evitanții (Distanțați, Tip Ds) au copii  atașați nesigur-evitant (Tip A).
- Părinții din categoria preocupată (de tip E) au copii ambivalenți (de tip C).
- Părinții care suferă de o traumă nerezolvată (de tip U) au adesea copii atașați dezorganizat (de tip D).

Semnificația statistică cea mai înaltă este la grupa sigur-atașată. Părinții atașați autonom au în proporție de 75-82% copii atașați sigur. Celelalte grupe au semnificație statistică sub aceste valori.

## Debutul relației de atașare și neurobiologia
Allan N. Schore este de părere că la baza atașamentului se află procesele de reglare a relației dintre mamă și copilul ei mic. În special dezvoltarea emisferei drepte care domină în primii ani de viață este de mare importanță, aceasta fiind influențată masiv de strategia de gestionare a relației din partea mamei. Zona cortexului orbito-frontal (OFC), care dirijează afectele și înțelegerea interacțiunilor sociale sau înțelegerea afectelor proprii este mai precis cea care jocacă rolul primordial în neurobiologia atașamentului. Pentru dezvoltarea corectă a acestei regiuni, interacțiunile cu persoana de referință este de o importanță majoră.
Reacțiile mamei la copilul ei (reactivitatea) sunt hotărâtoare dacă copilul va fi atașat sigur sau nesigur.

## Modificări ale teoriei lui Bowlby după noile cercetări
John Bowlby era de părere, că pentru un atașament stabil era necesară relația copilului cu o persoană de referință principală (in mod normal mama). Cercetări mai recente au demonstrat că reușita unui atașament stabil este posibilă și în cazul relației cu mai multe persoane de referință.
Acest lucru este valabil în primul rând pentru tată, dar și în alte constelații, cum ar fi bonă, baby-sitter sau altă persoană care petrece timp îndelungat cu copilul, și față de care acesta dezvoltă relațiile apropiate. În aceste cazuri s-a observat totuși o diferențiere clară între rolurile pe care copilul le atribuie diverselor persoane de referință (de exemplu mama rămâne adesea persoană de referință centrală, căreia copilul i se adresează când se simte rău).
Foarte interesantă se dovedește capacitatea copiilor chiar foarte mici, de a reduce atașamentul față de educatoarea de la grădiniță de exemplu, la dimensiunea unui aspect pur funcțional, în cazul existenței unui atașament sigur față de o persoană principală de referință. Copii atașați sigur, nu își modifică comportamentul în mod semnificativ chiar dacă educatoarea se schimbă. Teoria lui Bowlby este confirmată însă în același timp, de faptul că obișnuirea copilului în mediul nou al grădiniței reușește mai bine dacă acesta este însoțit de mamă în primele zile, permițându-se adaptarea treptată a acestuia la noul mediu.
S-a demonstrat de asemenea, că nu durata relației pe care copilul o are față de una sau mai multe persoane de referință este hotărâtoare ci calitatea acesteia. Bowlby era de părere că prezența permanentă a persoanei de referință este factorul decisiv în dezvoltarea atașamentului sigur. Evoluția calității atașamentului nu depinde însă de durata prezenței persoanei de referință ci de calitatea relației pe care copilul o are cu aceasta. Aceste rezultate ale cercetării atașamentului au efecte clare în discuțiile despre strategia de îngrijire a copiilor după primul an de viață.

## Anomalii ale atașamentului
Bowlby era de părere că despărțirea pe o durată mai lungă de persoana de referință, este o premiză pentru dezvoltarea patologică a copilului (privare psihică). Acesta se referă la perioade de timp de mai multe săptămâni și de cel puțin două luni, Dacă reuniunea cu persoana de referință are loc înainte de această perioadă, dereglările încetează, copilul fiind capabil să recupereze calitativ evoluția pierdută.
Și în aceste cazuri însă, există riscul unor anomalii ascunse, care se vor manifesta mai târziu, de exemplu predispoziția pentru depresie. În cazuri de excepție, și perioadele mai scurte de despărțire pot duce la anomalii.
Despărțirile repetate de persoana apropiată, declanșează după părerea lui Bowlbz, un proces asemănător doliului, în cadrul căruia despărțirea este mai mult sau mai puțin prelucrată psihic. Această prelucrare psihică se manifestă prin căutarea (nerealistă) a persoanei dispărute, căutare însoțită de emoții de furie și agresivitate îndreptate împotriva acesteia. Scopul procesului psihic care însoțește doliul, este de a accepta lipsa persoanei dispărute.
Conceptul conform căruia mamei trebuie să i se acorde dreptul de a fi alături de copil pe parcursul staționării acestuia în spital, (Rooming in) se bazează de asemenea pe teoria atașamentului.
Anomaliile de atașament se deosebesc de tipurile de atașament nesigur, definite ca adaptări comportamentale dezavantajoase, care însă nu intră în domeniul patologicului. În cazul anomaliei, se dezvoltă modele psiho-comportamentale stabile, care însoțesc copilul și tânărul și care au însemnătate și la vârsta adultă.
Una sau mai multe rupturi de relație pot determina copilul să nu mai poată stabili relații apropiate față de nimeni, sau să manifeste ambivalențe puternice în relațiile apropiate.
Pe lângă lipsa cu desăvârșire a comportamentului atașant, atenția cercetătorilor a fost atrasă și de comportamentul atașant nediferențiat, numit și promiscuitate socială. Acești copii nu fac nici o diferență între persoanele de referință, ne manifestând nici un fel de rezervă față de persoane complet străine. Când sistemul lor atașant este activat, aceștia se comportă aproape similar indiferent de gradul de apropiere a persoanei aflate în proximitate. În această categorie sunt cuprinși și copii supuși unui risc sporit de accident, prin faptul că aceștia se expun în mod repetat acestor riscuri. S-a observat că copii aceștia nu se asigură prin contact vizual cu persoana de referință („raportare socială“) asupra siguranței explorărilor lor. Lor nu li se dezvoltă o conștiință a riscului.
Manifestarea exagerată a dorinței de apropiere se numește „Comportament atașat exagerat“. Copii care au acest comportament nu pot fi liniștiți emoțional decât în apropiere totală de persoana de referință.
Acest comportament este asemănător celui nesigur-ambivalent, dar mult mai accentuat (exagerat).
În cazul „Comportamentului atașat timorat“ copii arată un comportament extrem de docil, care se schimbă înspre normalitate doar în lipsa persoanei de referință. Doar în lipsa acesteia copii pot să își exteriorizeze liber emoțiile. Experiențele de agresiune sau amenințare pe care acești copii le-au trăit în educația lor, îi determină să se manifeste rezervat față de persoana de referință.
„Comportamentul atașat agresiv“ este un comportament al copilului, în care acesta își exprimă nevoia de apropiere într-un mod agresiv, fie verbal fie fizic. Comportamentul agresiv se liniștește adesea după ce relația de atașament a evoluat în timp. Acest tip se întâlnește des în familiile unde mai mulți membri se manifestă agresiv fizic sau verbal.
În cazul „inversării rolurilor“ copilul se arată deosebit de îngrijorat și ocrotitor față de persoana de referință, preluând răspunderea de îndată ce persoana de referință  dă semnale că ar avea nevoie de atenție. Acești copii se tem adesea că ar putea să-și piardă părinții prin boală, despărțire, divorț sau chiar moarte.
Anomaliile de atașament pot lua și forma unor tulburări psihosomatice. În cazuri anomaliilor emoționale deosebit de grave s-au observat tulburări în procesul de creștere. Hospitalismul este un astfel de exemplu. O relație părinte-sugar de exemplu, poate duce la tulburări de alimentație sau somn ale micuțului. (a se vedea: Regulationsstörungen im Säuglingsalter).
Tulburările de atașament, în special cele din categoria Atașamentul dezorganizat/dezorientat (de tip D) influențează gradul de vulnerabilitate, deci nivelul de la care începând, omul nu mai poate prelucra situațiile problematice și care pot duce la deranjamente psihice. În acest sens, atașamentul de tip nesigur, crește riscul de îmbolnăvire psihică. Cu toate acestea, încă nu s-a făcut o asociere clară între anumite tipuri de atașament și categorii psihopatologice recunoscute.

## Riscuri și psihopatologie
La început, Bowlby și Ainsworty s-au concentrat pe comportamentul atașant al copilului normal. De la mijlocul anilor 1980, cercetătorii au început însă, să se ocupe și cu studiul grupurilor expuse factorilor de risc. Din această grupă făceau parte de exemplu, copii mamelor schizofrenice sau depresive. De asemenea copii care au fost abuzați sau neglijați. În urma acestor studii, s-a dovedit o corelație clară între abuz și atașamentul nesigur al copiilor. O altă grupă de risc o constituie copii născuți prematur.
S-au studiat intens cazurile de copii diagnosticați cu anomalii de atașament (ex: „Secure base distortion“) și cei ai mamelor diagnosticate cu sindroame posttraumatice diverse.. Există corelații între anomalii psihopatologice adulte și anomalii ale atașamentului în copilărie. Acest lucru este evidențiat la tulburările de tip borderline, agorafobie, abuz sexual al copilului, la adolescenți cu tendințe suicidale, depresii, la vulnerabilitate față de boli psihiatrice, schizofrenie, precum și la pacienți cu torticollis spasticus. Este intens discutată și influența pe care anomaliile atașamentului le au asupra bolilor psihosomatice.
Introducerea categoriilor dezorganizată, de tip-D ( Main) și ambivalent-evitantă,de tip- A/C ( Ainsworth) a permis o predicție mult  mai precisă a comportamentului atașant. Înainte ca aceste clasificări să fie făcute, copii ieșeau în evidență doar prin comportamentul lor ce se abătea de la atașamentul sigur.
De exemplu, băieții pot fi încadrați mult mai des în categoria evitant-ambivalentă decât fetele, în cazurile de abuz grav, chiar dacă gravitatea abuzului nu diferă la cele două grupe.
Cercetătorii comportamentului atașant, au descoperit că mamele care își neglijează copii, nu le oferă acestora suficienți stimuli și reacționează mai puțin la semnalele copiilor, tulburând în felul acesta interacțiunea normală mamă-copil. Acestea au un comportament sărac în diversitate și lipsit de veridicitate în modul în care interacționează cu copilul. De asemenea ele vorbesc mai puțin copilărește ( baby talk), sunt mai restrictive, și mai puțin tandre.
Mamele care își abuzează copii, oferă acestora dimpotrivă atenție sporită, copii acestora fiind cu toate acestea cei mai frustrați. Excesul de atenție este perceput ca un control exagerat și are efect iritant asupra copilului.
Mamele care interacționează normal, sunt atât foarte sensibile, cât și deosebit de flexibile în interacțiunea cu copilul.
Clasificările create ulterior, în special categoriile de atașament dezorganizat ( de tip D sau A/C) reprezintă adesea experiențe relaționale traumatizante sau cu un înalt nivel de inconsistență. În rândul populației normale, circa 15 la sută sunt atașați dezorganizat, în populațiile abuzate, acest procent ridicându-se la până la 82 de procente. Dar și copii proveniți din familii cu multe probleme sau cu mame depresive, dezvoltă aceste tipuri de atașament. De aceea, asocierea atașamentului dezorganizat ( de tip D) nu poate fi asociat întotdeauna cu comportamentul abuziv.
Lipsa atașamentului sigur ( tip B) nu este prin definiție patologică. Nici urmările firești ale atașamentului nesigur, cum ar fi lipsa fanteziei in joacă, sau puterea de concentrare mai scăzută a copilului nu pot fi catalogate ca fiind patologice. Totuși, atașamentul nesigur este un factor principal în transformările ce pot deveni patologice. Copii atașați nesigur, care provin din grupe cu nivel de risc ridicat, dau dovadă cel mai des, de dificultăți în comportamentul social și în autocontrolul impulsurilor.
Unele liste de coduri cum ar fi ICD-10 sau DSM-IV folosesc conceptul de atașament în unele diagnostice. Anomaliile de atașament însă, așa cum sunt ele descrise în Teoria Atașamentului, nu constituie diagnostice medicale. Totuși, în ICD-10, sistemul de clasificare a diagnosticelor din cadrul Organizației Mondiale a Sănătății, există două diagnostice asociate direct atașamentului:
- Anomalia reactivă a atașamentului copilului (F94.1)

- Anomalia de atașament dezinhibată (F94.2)

Anomalia reactivă descrie atitudinea inhibată fată de contactul cu adulții, atitudine dominată de ambivalență și teamă. 
Anomalia dezinhibată, descrie o imagine patologică, caracterizată de o lipsă majoră de inhibiții și de distanță vizavi de persoanele adulte. Ambele anomalii sunt puse pe seama neglijării și/sau abuzurilor asupra copilului. În acest sens, clasificarea ICD-10 nu corespunde întru totul clasificărilor Teoriei Atașamentului. Acestea sunt adaptări prin care însă, nu se poate diagnostica atașamentul în sine.
Următoarele diagnostice din ICD-10 sunt de asemenea bazate pe conceptele din Teoria Atașamentului:
- Tulburarea de conduită asociat lipsei relațiilor sociale atașante (F91.1)
- Tulburări asociate anxietății de separare (F93.0)
- Tulburări bazate pe anxietatea socială ale copilului. (F91.2)

Cercetarea atașamentului se preocupă detaliat cu copii abuzați și neglijați. În acest sens s-a dovedit pe baze empirice clar verificate de psihologia dezvoltării că, copii abuzați prezintă mai des decât cei neabuzați, un comportament tulburat, agresiv în raport cu cei de vârsta lor . Aceste corelații sunt dovedite ca fiind relevante pentru toată durata copilăriei. De asemenea este dovedit empiric, că urmările abuzului sunt cu atât mai grave, cu cât acesta începe mai de timpuriu și cu cât durează mai mult.
Cei neglijați sau abuzați, au mai des probleme în raport cu copii de vârsta lor și cu persoanele implicate în educație. Copii neglijați sunt mai puțin agresivi, fiind însă retrași și pasivi. Între 2 și 6 ani, ambele grupe sunt mai puțin empatice, reacționează agresiv la problemele celorlalți, nu se pot concentra, se dau ușor bătuți, sunt fie lipsiți de orice inhibiție fie foarte circumspecți, arătând o curiozitate și dorință de explorare scăzută, dând impresia de o inteligență redusă. În special grupa copiilor neglijați este aceea care dă dovadă de cele mai puține afecte pozitive, de un control redus al impulsurilor, precum și de cele mai mici valori IQ.
Asemănătoare sunt și rezultatele care vizează categoria adulților. Adulții atașați nesigur, se simt mai puțin acceptați social și sunt mai depresivi. Urmările abuzului asupra adultului, se văd de asemenea într-un comportament agresiv, dependență de droguri sau alcool, suicid, anxietate, depresii și tendințe de somatizare.
Din punct de vedere statistic de exemplu, doar 14 la sută dintre femeile victime ale incestului în copilărie care au fost intervievate se consideră ca fiind atașate sigur. Un procent de 49 la sută din aceeași categorie însă, se consideră atașate sigur, dacă ele nu au fost informate în prealabil de scopul testului (grupă de control). Acest fapt determină concluzia că, anumite forme de interacțiune, pot avea atât urmări pozitive, cât și urmări negative asupra dezvoltării ulterioare a personalității.
Abuzul și neglijența au efecte negative, care pot declanșa sau favoriza tulburări psihice. La polul opus, relațiile de atașament stabile pe o perioadă îndelungată sunt un factor important de protecție față de tulburările psihice. Un astfel de atașament poate ameliora urmările experiențelor traumatice cum ar fi abuzul sexual sau agresiv. În sens terapeutic se pot utiliza ulterior resursele rezultate din relațiile de atașament sigur, pentru a influența pozitiv tulburările rezultate din experiențe negative.

## Teoria atașamentului și psihoterapia
Bowlby a încercat să caute căi prin care Teoria atașamentului să fie întrebuințată în practică. Cu toate acestea, această teorie cunoaște o foarte redusă aplicabilitate directă. Teoria atașamentului, stă mai degrabă la baza cercetărilor psihologiei dezvoltării. Bowlby era de părere că observațiile lui erau poate prea behavioristice pentru a putea fi luate în seamă de psihoterapeuți. Dezvoltările psihanalizei însă, de la terapia persoanei la o terapie ce ține cont de interactivitate socială au ținut cont de teoria lui Bowlby, bazându-se pe rezultatele cercetărilor empirice ale copilăriei timpurii în interacțiune cu mediul social. 
O psihoterapie care ține cont de descoperirile Teoriei atașamentului, ar permite retrăirea experienței atașamentului sub influență terapeutică.
Prin restructurarea atitudinii relaționale, schimbarea afectelor, a nivelului cognitiv și a comportamentului, se pot schimba relația față de obiect.
Metoda terapeutică a lui Bowlby, utilizată la persoanele traumatizate de pierderea unei persoane apropiate, se deosebește clar de psihanaliza clasică. El este de părere ca stările ambivalente din timpul doliului, să fie retrăite în prezența unui psihoterapeut înțelegător. În acest sens, psihoterapeutul preia rolul persoanei de referință. În ce privește copii, Bowlby este de părere că o măsură preventivă este evitarea pe cât posibil a despărțirilor acestora de părinți.Dacă despărțirea este totuși inevitabilă, copii trebuie să își petreacă timpul într-un mediu cât mai stabil cu putință.

## Percepția
Teoria atașamentului a devenit o ramură  consacrată a psihologiei. Ea este utilizată ca sursă de referință în psihologia dezvoltării, a psihoanalizei, a psihologie cognitive, dar și în alte paradigme ale psihologiei. În zilele noastre această teorie își extinde conexiunile încercând să integreze teoretic procesele psihice profunde. Teoria atașamentului este folosită ca bază pentru diversele teorii psihanalitice moderne. Printre acestea se numără Psihologia sinelui, Teoria relației obiectelor, Psihanaliza relațională și intersubiectivă, precum și conceptele mentalizării.
Rezultatele obținute în această teorie, influențează substanțial terapia comportamentului și terapiile psihanalitice. Pe bazele Teoriei atașamentului, s-au dezvoltat și terapii specifice, cum ar fi terapia atașamentului ( după Karl Heinz Brisch), care leagă gândirea psihanalitică de teoria atașamentului.
Printre criticile care i se aduc  se enumeră neclaritatea rolului jucat de temperamentul copilului,  căruia comparativ cu rolul jucat de sensibilitate mamei în dezvoltarea tipului de atașament, i se atribuie o mult prea mică atenție. Martin Dornes, susține că punerea accentului pe sensibilitatea mamei sau pe temperament, depinde de calitatea cercetărilor. Cu cât se accentuează mai mult studierea rolului sensibilității persoanei de referință, cu atăt mai important pare rolul jucat de sensibilitate comparativ cu cel al temperamentului.
Temperamentul pare a fi în mare parte transmis genetic, pe când atașamentul nu.
Unii autori sunt de părere că influența experiențelor din primii ani de viață asupra formării tipului de atașament nu este dovedită. De asemenea rolul influențelor culturale este prea puțin evocat de Teoria atașamentului.
Continuitatea tipului de atașament susținută de teorie este de asemenea criticată de unii psihologi, care îi reproșează un respect prea mic acordat influențelor interacționate asupra omului pe parcursul vieții.
Nici „Situația neobișnuită“, nu este unanim acceptată, relevanța ei ca instrument al cercetării fiind de asemenea criticată de unii cercetători.